# Тизирачево
Тизира́чево (рос. Тызырачево) — присілок у складі Шегарського району Томської області, Росія. Входить до складу Анастасьєвського сільського поселення.

## Населення
Населення — 42 особи (2010; 53 у 2002).
Національний склад (станом на 2002 рік):
- росіяни — 92 %